# Dysstroma centumnotata
Dysstroma centumnotata là một loài bướm đêm trong họ Geometridae.